# 伊福納
伊福纳，字兼五、云五、肩吾，号抑堂、蜕山，辉发那拉氏，满洲镶红旗人。清朝官员，进士出身，诗人。

## 生平
雍正元年癸卯科举人，八年（1730年）庚戌科进士，由员外郎转任御史。
撰有《农曹集》、《蜕山诗稿》。
伊福纳勤学好问，留意八旗文人资料，广泛搜罗文献，辑成《白山诗钞》八卷（1760），并附有《白山诗钞诗人小传》（载《钦定八旗通志：艺文志》卷120），共录旗人诗人72位，其中：
- 卷首有慎郡王允禧、宗室蕴端、宗室博尔都（字问亭，著有《问亭诗集》，父辅国公巴都海）等。
- 卷二有宗室文昭（著有《芗婴居士集》）、宗室塞尔赫（字晓亭，著有《晓亭诗钞》，曾祖贝勒穆尔哈齐）、宗室伊都礼（字立斋，塞尔赫之长子）、觉罗成桂（著有《读易山房诗》，与宗室永忠交往）等。
- 卷三有纳兰性德等。
- 卷四有伊麟（伊福納之父）、赛音布（字九如，号岸亭，著有《宜园集》、《溯源堂集》（李锴跋））等。
- 卷五有高述明、高斌、马长海、纳兰常安等。
- 卷六有保禄（字雨村）、卓音图、胡星阿（字紫锋，户部笔帖式，著有《春芜稿》）等。
- 卷七有德龄 (康熙进士)、萨哈岱（字鲁望，号樗亭，河东巡盐御史、福州将军，著有《樗亭诗稿》，其子萨载）、舒瞻、夢麟、英廉等。
- 卷八有兆勛、陆世琦（又六十七 (镶红旗)谐音）、六十七子那穆齊禮等。[4]

## 家庭
- 始祖碩。“碩，鑲紅旗人，世居輝發地方，國初来歸。其……元孫瑪沙原任佐領。……又碩之五世孫伊琳原任筆帖式，達普唐阿現任頭等䕶衞。六世孫伊福訥現任員外郎”（载《八旗滿洲氏族通譜》卷24）。
- 父伊麟（又伊琳，始祖碩之五世孫），筆帖式，善诗文。同辈：達普唐阿，頭等䕶衞。